# Episodi di Workin' Moms (seconda stagione)
La seconda stagione della serie televisiva Workin' Moms, composta da 13 episodi, è stata trasmessa in prima visione assoluta negli Stati Uniti d'America da CBC Television dal 19 dicembre 2017 al 10 aprile 2018.
In Italia è stata pubblicata da Netflix a partire da febbraio 2019.
| n° | Titolo originale           | Prima TV Usa     | Prima TV Italia  |
| -- | -------------------------- | ---------------- | ---------------- |
| 1  | 2005                       | 19 dicembre 2017 | 22 febbraio 2019 |
| 2  | Good Mom                   | 9 gennaio 2018   | 22 febbraio 2019 |
| 3  | The Sign                   | 16 gennaio 2018  | 22 febbraio 2019 |
| 4  | The Holy Hole              | 23 gennaio 2018  | 22 febbraio 2019 |
| 5  | Consent                    | 30 gennaio 2018  | 22 febbraio 2019 |
| 6  | Shame Spiral               | 6 febbraio 2018  | 22 febbraio 2019 |
| 7  | Retreat                    | 27 febbraio 2018 | 22 febbraio 2019 |
| 8  | Red Handed                 | 6 marzo 2018     | 22 febbraio 2019 |
| 9  | Spirit Animal              | 13 marzo 2018    | 22 febbraio 2019 |
| 10 | Cuck                       | 20 marzo 2018    | 22 febbraio 2019 |
| 11 | Trash Panda                | 27 marzo 2018    | 22 febbraio 2019 |
| 12 | If Women Had to Give Birth | 3 aprile 2018    | 22 febbraio 2019 |
| 13 | Look Back                  | 10 aprile 2018   | 22 febbraio 2019 |